# Байков, Миневалей Гильманович
Миневалей (Минивалей, Минивали) Гильманович Байков (20.12. 1902, Деревня Калмашево, Сафаровская волость Уфимский уезд) Чишминский район БАССР — 11.02.1943, г.Старочеркасск (сейчас — станица Старочеркасская), Ростовская область) — советский военный и политический деятель. Избран в 1937-м депутатом Верховного Совета СССР 1-го созыва (1938—1946). Участник Великой Отечественной войны. Начальник артиллерии 2-го гвардейского механизированного корпуса. Гвардии полковник.
Убит 11 февраля 1943 года при бомбёжке города Старочеркасска Ростовской области. Похоронен в станице Зимовники.

## Биография
Байков Миневале Гилманович родился в 20 декабря 1902 года в деревне Калмашево Сафаровской волости Уфимского уезда, ныне Чишминского района БАССР
Дата и место призыва: Казанский ГВК, Татарская АССР, г. Казань. В Красной Армии с 1924 года.
В 1939-1940 годах участвовал на войне с белофиннами.
Воинское звание гвардии полковник, командующий 2-го гвардейского гвардейского механизированного корпуса, в Великой Отечественной войне участвовал с первого дня - под г. Белостоком. При отступлении четырежды выводил войска из окружения.
После гибели М. Г. Байкова член военного Совета фронта Н. С.Хрущёв сопровождал тело погибшего на его родину в Казань. Но многодневная метель заставила оставить самолёт в Зимовниках. Решили захоронить Байкова в местном парке недалеко от могилы командира 302 СД, полковника Макарчука. В дальнейшем местоположение этих могил было утеряно и лишь в 2009 году поисковики нашли их.
Супруга (?) — Байкова Амина Минакова. Жила в г. Казань, по ул. Карла Маркса.

## Подвиг
Тяжёлые оборонительные бои вела 22-я гвардейская стрелковая дивизия в июле 1942 года на Северо-Западном фронте. Между реками Пола и Ловань 216-я немецкая армия теснила наши войска. Под Демьянском насмерть стояли воины полковника Байкова. Удары артиллерии отличались меткостью и маневренностью огня. За отличное выполнение боевых заданий командующий 11-й армией наградил Байкова золотыми именными часами. Особенно отличились артиллеристы Байкова в боях за освобождение Тормосирна и в кровопролитном сражении на Маныче. Противник рассчитывал овладеть магистральной Арпачи-Ростов, создав реальную угрозу артиллеристам механизированного корпуса, прорвавшимся в станицу Ольгинскую. Командир корпуса принимает решение отправить на опасное направление роту противотанковых ружей (ПТР), отдельный гвардейский истребительный дивизион, гвардейский артиллерийский полк. Возглавил этой группой гвардии полковник Байков Минивалей.
19 января 1943 года после сильной авиационной бомбёжки и артиллерийского огня фашистские танки пошли в наступление. Гвардейцы трёх батарей дивизиона вступили в неравный бой. Геройской смертью погиб командир 3-й батареи гвардии старший лейтенант И. Я. Колесов, ранен командир 2-й батареи гвардии старший лейтенант Иван Леонтьевич Дроздов. Особенно ожесточённые атаки немецких танков у Арапчина пришлось выдержать гвардейцам 1-й батареи под командованием гвардии лейтенанта Газиса Гайфуллина. На пятые сутки боя Гайфуллин остался один и последней гранатой он уничтожил себя и 10 вражеских солдат.
После боёв на Маныче артиллеристы принимали участие в освобождении города Ростов-на-Дону. Погиб смертью храбрых 11.02.1943 .

### Политическая деятельность
Был избран депутатом Верховного Совета СССР 1-го созыва от Татарской АССР в Совет Национальностей в результате выборов 12 декабря 1937 года.

## Награды
- орден Красной Звезды
- 2 медали За отвагу
- золотые именные часы

## Память
- похоронен в парке рядом с братской могилой рабочего посёлка Зимовники.